# Lluís Albalate i Guillamon
Lluís Albalate i Guillamon (15. října 1916 Vilanova i la Geltrú – 28. srpna 2008) byl katalánský básník a spisovatel.
Vystudoval filozofii a teologii. Působil jako středoškolský profesor a zabýval se enologií. Spolupracoval s Semana Vitivinícola, Diari de Vilanova a L'hora del Garraf. Jeho díla byla přeložena do italštiny a španělštiny.

## Dílo
poezie
- Instantànies 1983
- Les hores 1990
- Irisacions 1990
- Arran de mar 1992
- La nit, plenitud de llum 1993
- Quadern poètic I; poetes amics 1996
- Quadern poètic II; Job 1996
- Quadern poètic V; pregària 1997
- Quadern poètic III; 11 sonets i altres versos 1997
- Quadern poètic IV; petit anecdotari 1997

biografie
- Manuel de Cabanyes 1988
- Joan Mestres i Mauri 1996